# Верхньопокровська волость
Верхньопокровська волость — історична адміністративно-територіальна одиниця Старобільського повіту Харківської губернії із центром у слободі Верхня Покровка.
Станом на 1885 рік складалася з 6 поселень, 6 сільських громад. Населення — 2660 осіб (1329 чоловічої статі та 1331 — жіночої), 382 дворових господарства.
|                     | Площа, десятин | У тому числі орної, дес. |
| ------------------- | -------------- | ------------------------ |
| Сільських громад    | 4761           | 3057                     |
| Приватної власності | 4521           | 2039                     |
| Казенної власності  | 461            | 271                      |
| Іншої власності     | 50             | 25                       |
| Загалом             | 9793           | 5392                     |

Основне поселення волості станом на 1885:
- Верхня Покровка (Казначеївка) — колишня державна слобода за 10 верст від повітового міста, 1700 осіб, 244 дворових господарства, православна церква, поштова станція.

Наприкінці XIX сторіччя волость ліквідовано, територія увійшла до складу Старобільської волості.